# فرانسیسکو هیگرا
فرانسیسکو هیگرا (انگلیسی: Francisco Higuera؛ زادهٔ ۳۰ ژانویهٔ ۱۹۶۵) بازیکن فوتبال اهل اسپانیا است.
از باشگاه‌هایی که در آن بازی کرده‌است می‌توان به باشگاه ورزشی رئال مایورکا، باشگاه فوتبال رئال ساراگوسا، و باشگاه فوتبال خرز اشاره کرد.
وی همچنین در تیم‌های ملی فوتبال زیر ۱۶ سال اسپانیا، زیر ۱۸ سال اسپانیا، و اسپانیا بازی کرده‌است.